# 俞穩
俞穩（1450年—？），字宅仁，浙江台州府寧海縣人，民籍，明朝政治人物。

## 生平
浙江鄉試第四名舉人。弘治三年（1490年）中式庚戌科會試第四十一名，二甲第七十四名進士。

## 家族
曾祖俞德清；祖父俞文林；父俞仲玉，義官。母葉氏。具慶下。